# Senecio angulatus
Senecio angulatus — вид квіткових рослин родини Айстрові (Asteraceae). лат. angulatus — «гострий».

## Опис
Це вічнозелена витка рослина, 2 метра у висоту або в'ється на 6 метрів у висоту. Соковиті, світло-зелені стебла. Листки м'ясисті, голі, глянцеві, у формі плюща, грубо зубчасті. Листки 3.7–22 сантиметрів завдовжки і 1–14 сантиметрів завширшки. Квітки запашні, жовті з 5 пелюстками, зібрані в суцвіття, 4–8 сантиметрів у діаметрі. Цвіте в осінній, весняний і зимовий період. Сім'янки завдовжки 3–4 міліметри, ребристі або рифлені з короткими волосками.

## Поширення
ПАР — Східний Кейп, Західний Кейп. Натуралізований: Австралія, Нова Зеландія. Південна Європа: Хорватія; Італія; Франція; Португалія; Іспанія [вкл. Канарські острови]. Також культивується.

## Галерея

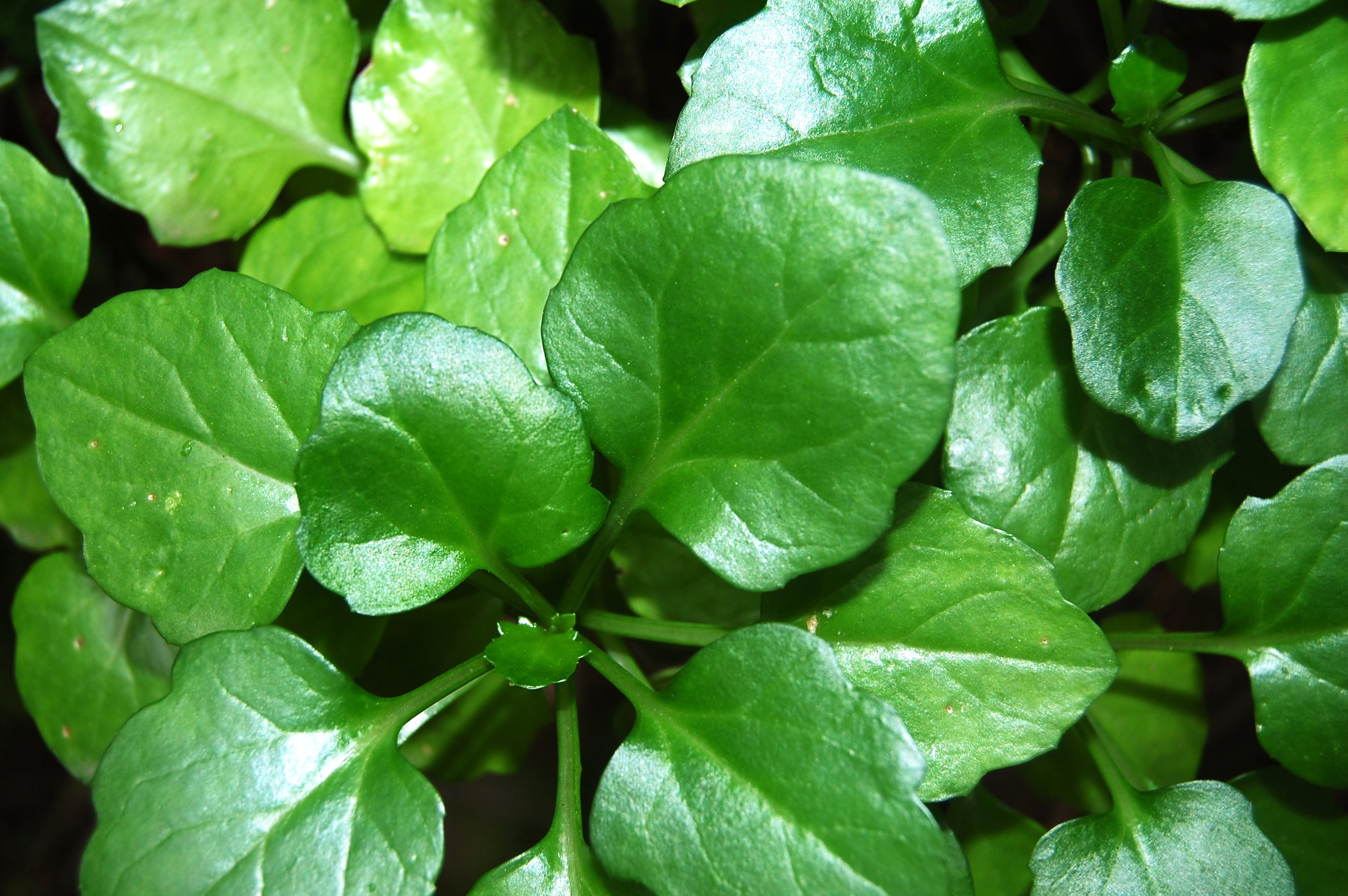

|  | Це незавершена стаття про айстрові. Ви можете допомогти проєкту, виправивши або дописавши її. |